# 奧克達爾
奧克達爾（挪威語：Orkdal）是挪威已撤銷的市镇，曾位於南特倫德拉格郡。該市镇存在於1838年至2020年間。